# Адирмахиды
Адирмахиды (др.-греч. Άδυρμαχίδαι, лат. Adyrmachidae) — название, данное античными авторами одному из древнеливийских племён, известны античному миру со средины 1-го тыс. до н. э. по начало 1-го тыс. н. э. Обитали в областях на северо-востоке Древней Ливии (к западу по средиземноморскому побережью от Древнего Египта).:26, 644
В конце римского периода этноним «адирмахиды» не встречается в известных источниках. Ряд исследователей считает потомками их племени современных берберов (в частности туарегов).

## Область расселения
В Мармарике они расселялись в восточной её части — области Ливия (или Ливийский ном), по побережью от Египта до гавани Плин :168. Площадь проживания (кочевания) — около 70 000 кв. км.
Границы:
- на севере:
  - владения ограничивались Ливийским морем (у других авторов Египетским морем).
  - по другой версии (или просто позже) между ними и побережьем обитали небольшие племена: зигриты, хаттаны/хартаны, зигейсы, потом южнее племена бузейсы и огдемы, и только потом адирмахиды.[4]
- на юге: с Аммонием — подвластным Египту или иногда самостоятельным политическим образованием, находившимся в большом, плодородном оазисе (совр. Сива).
- на западе:
  - в прибрежной зоне с гилигаммами.
  - во внутренних областях с насамонами.
- на востоке с Египтом:
  - в древности с 3-м (Имент) и 7-м номами Нижнего Египта.
  - позже с Птолемеевским Египтом
  - в римское время (с 30 г. до н. э.) с областью Мареота.

## История
Хотя с 3-го тыс. до н. э. ливийцы и осуществляли экспансию в долину реки Нил на территорию Древнего Египта, но ко временам упоминаний об адирмахидах, египтяне сами расширили влияние в их земли. Попав под власть Египта, они соответственно меняли хозяев, когда Египет завоёвывался персами, македонянами или римлянами.
Побережье адирмахидов часто посещалось греками-ферейцами, которые основали несколько колоний в землях соседних гилигаммов, и оказывали влияние на культуру местных племён. Укрепившись на северо-западе от адирмахидов, в VII-VI вв. до н. э., греки создали сильное государство с центром в городе Кирена, которое вело активную экспансию в регионе, периодически конфликтуя с Египтом и местными племенами.

## Верования и обычаи
Верования адирмахидов были традиционными, но на них оказывала сильное влияние религия соседнего крупного культурного региона — Египта. Вероятно, также, влияние мог оказывать, расположенный к югу от обитания адирмахидов, знаменитый религиозный центр античности — храм с оракулом Амона (оазис Аммоний), в который через их земли постоянно путешествовали паломники (известнейший — Александр Македонский). Одним из первых об адирмахидах рассказывает Геродот, давая описание их обычаев и нравов::168, 186, 190
- «Обычаи у них большей частью египетские […]»
- «[…] а одежда — такая же, как у других ливийцев. Женщины их носят на обеих ногах по медному кольцу и отращивают длинные волосы на голове.»
- «Поймав вошь, они кусают её в свою очередь и затем отбрасывают.»
- «[…] только у них существует обычай предлагать царям своих девушек на выданье. А царь тех девушек, которые ему больше всего любы, лишает невинности.» (главе общины приписывалась некая сверхъестественность, и он при помощи действия дефлорации устранял вредные злые силы, этот обычай бытовал еще недавно среди некоторых негритянских племен в Сенегале)
- «Питаются они мясом и пьют молоко. Коровьего мяса они, впрочем, не едят по той же самой причине, как и египтяне. Свиней они тоже не разводят.» (про всех ливийцев)
- «Погребальные [обычаи] у кочевников (кроме насамонов) такие же, как у эллинов.» (про всех ливийцев)

## Хозяйственная деятельность
Адирмахиды занимались скотоводством (но не употребляли говядину и не разводили свиней):186, с древнейших времён остались в хозяйстве элементы охоты и собирательства (сбор фиников), также, вероятно, они участвовали в заготовке и экспортной торговле важнейшим продуктом региона — сильфием (до I в., когда это растение исчезло).